# Efferia commiles
Efferia commiles este o specie de muște din genul Efferia, familia Asilidae. A fost descrisă pentru prima dată de Walker în anul 1851. Conform Catalogue of Life specia Efferia commiles nu are subspecii cunoscute.